# Missione speciale di osservazione dell'OSCE in Ucraina

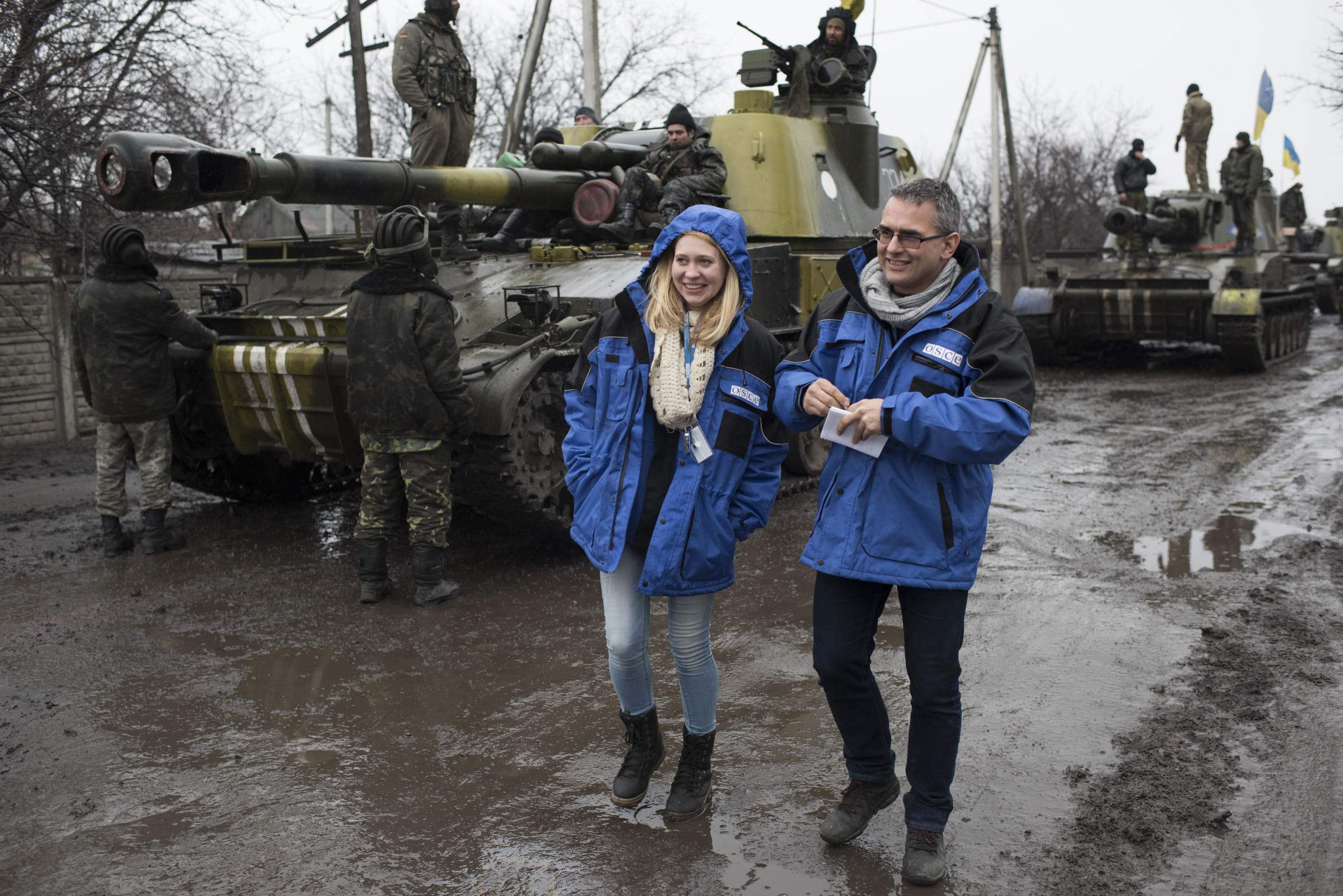
La Missione monitora il movimento di armi pesanti nell'Ucraina orientale il 4 marzo 2015

La Missione speciale di osservazione in Ucraina (in inglese Special Monitoring Mission, SMM) è una missione di osservazione civile internazionale creata sotto gli auspici dell'Organizzazione per la sicurezza e la cooperazione in Europa (OSCE) con il mandato di contribuire a ridurre le tensioni e a promuovere la pace in Ucraina. È stata dispiegata nel marzo 2014, in seguito all'annessione russa della Crimea e allo scoppio di un conflitto aperto nell'Ucraina orientale. La Missione ha cessato di essere operativa il 31 marzo 2022

## Antefatti

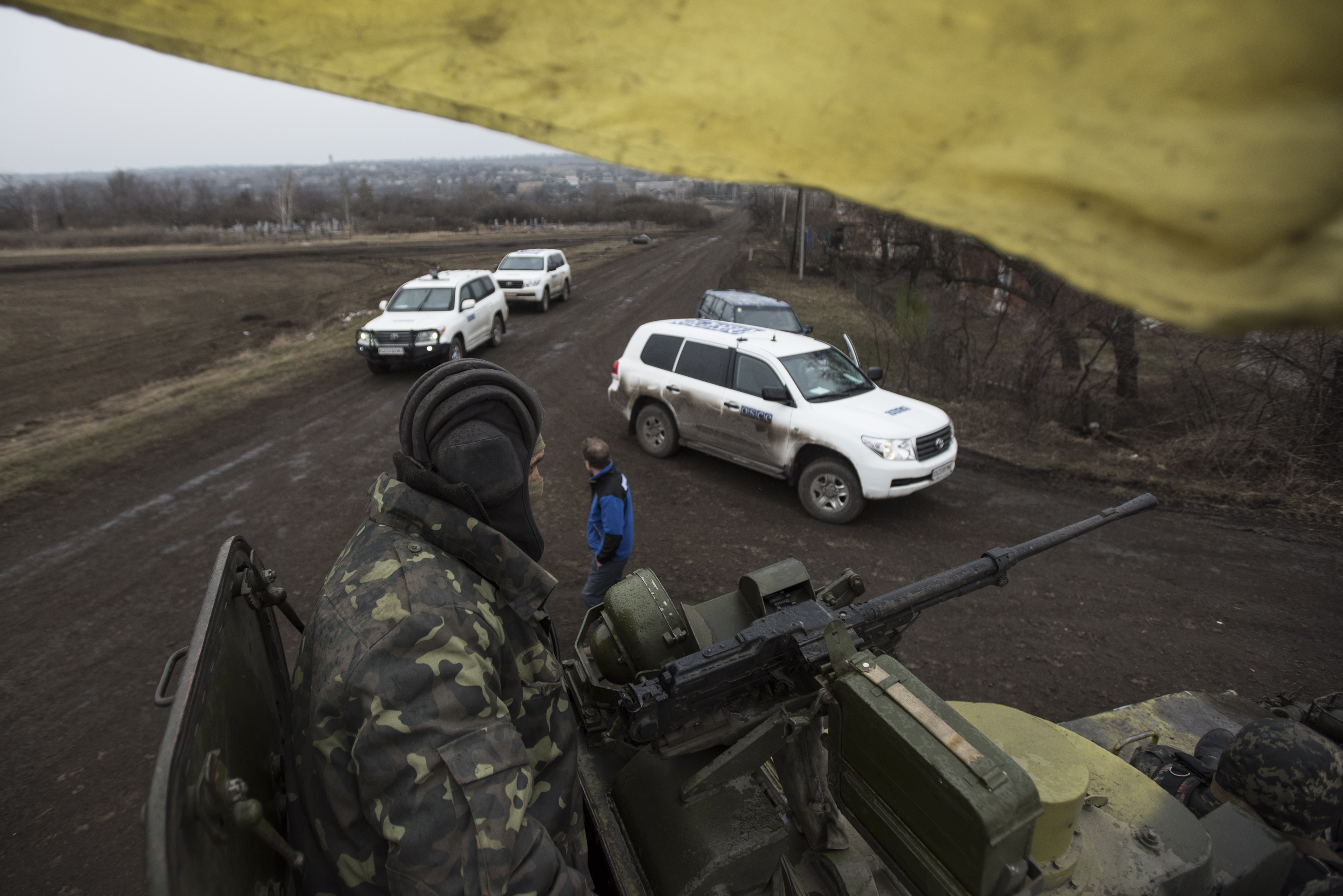
La Missione monitora il movimento di armi pesanti nell'Ucraina orientale

Alla fine del 2013 sono scoppiate proteste a Kiev in risposta alla decisione dell'allora presidente ucraino, Viktor Yanukovich, di abbandonare il previsto accordo di associazione Ucraina-Unione europea. Dopo mesi di proteste, il governo è caduto e i disordini si sono diffusi in altre regioni dell'Ucraina, in particolare nelle regioni orientali e meridionali di lingua russa.
Il 1º marzo 2014, in risposta allo sviluppo della crisi, il Presidente in esercizio dell'OSCE, Didier Burkhalter, ha proposto di istituire un gruppo di contatto diplomatico e una missione di osservatori internazionali durante un discorso al Consiglio per i diritti umani delle Nazioni Unite al fine di sostenere l'Ucraina nell'agevolare una soluzione diplomatica alla crisi.

## Mandato e struttura
La missione ha il mandato di:
1. Raccogliere informazioni e riferire sulla situazione nell'area di operazione;
2. Ricostruire e segnalare i fatti in risposta a incidenti specifici e segnalazioni di incidenti, compresi quelli riguardanti presunte violazioni di principi e impegni fondamentali dell'OSCE;
3. Monitorare e sostenere il rispetto dei diritti umani e delle libertà fondamentali, compresi i diritti delle persone appartenenti a minoranze nazionali;
4. Stabilire contatti con le autorità locali, regionali e nazionali, oltre che con gruppi etnici e religiosi e rappresentanti della popolazione locale;
5. Facilitare il dialogo sul campo al fine di ridurre le tensioni e promuovere la normalizzazione della situazione;
6. Riferire sulle limitazioni alla libertà di movimento della missione o altri impedimenti all'adempimento del suo mandato;
7. Coordinare e sostenere il lavoro di altri organi dell'OSCE, tra cui l'Alto Commissario per le minoranze nazionali, l'Ufficio per le istituzioni democratiche e i diritti umani e il Rappresentante OSCE per la libertà dei media, nonché cooperare con le Nazioni Unite, il Consiglio d'Europa e altri organismi internazionali.[6]

Il mandato della missione copre il territorio dell'Ucraina nei suoi confini internazionalmente riconosciuti. La Missione è attualmente composta da circa 700 osservatori provenienti da 53 Stati partecipanti all'OSCE e da personale locale e internazionale aggiuntivo. Il quartier generale si trova a Kiev e la missione è guidata dal diplomatico turco Yaşar Halit Çevik che ha succeduto Ertuğrul Apakan in questo incarico. L'SMM utilizza attrezzature moderne per monitorare l'adesione delle parti al cessate il fuoco, inclusi droni e telecamere fisse.
La Missione condivide pubblicamente le sue osservazioni in diversi formati. Ciò include rapporti giornalieri, rapporti speciali su incidenti specifici e rapporti tematici sulle tendenze generali nella sua area di attività, per esempio sull'effetto del conflitto sull'accesso all'istruzione. La missione ha anche un proprio canale YouTube dove condivide i video delle sue osservazioni.

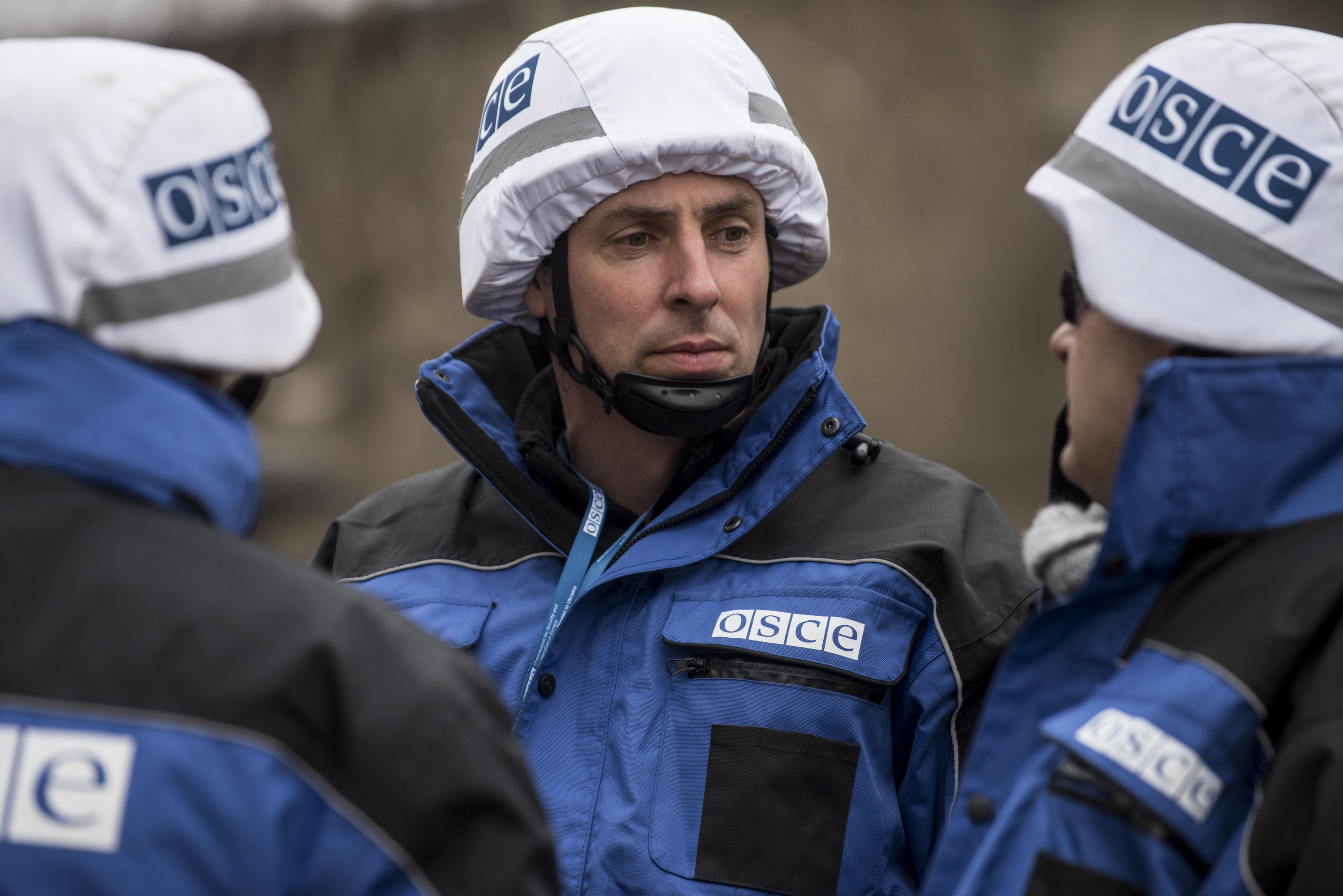
La Missione monitora il movimento di armi pesanti nell'Ucraina orientale

## Attività della missione
La crisi è ulteriormente peggiorata con l'intervento della Federazione Russa e la sua annessione della Crimea nel marzo 2014. I disordini nella regione industriale e di lingua russa del Donbass, nell'Ucraina orientale, si sarebbero poi intensificati nella guerra del Donbass tra le forze governative ucraine e le forze separatiste filo-russe, comprese le truppe russe regolari.
Nel tentativo di calmare la situazione, l'OSCE ha deciso di inviare i primi cento osservatori della Missione speciale di monitoraggio il 21 marzo 2014. Il conflitto, tuttavia, ha continuato a intensificarsi fino al 5 settembre 2014, quando è stato firmato il primo protocollo di Minsk tra le parti in conflitto, tra cui l'Ucraina e la Federazione Russa. Il protocollo stabiliva un cessate il fuoco e includeva disposizioni secondo cui la missione di monitoraggio speciale avrebbe lo avrebbe monitorato.
Questo cessate il fuoco non è mai stato pienamente attuato; per esempio i separatisti nell'Ucraina orientale si sono rifiutati di cedere all'Ucraina il controllo del confine con la Russia. Di conseguenza, il cessate il fuoco è durato solo per un periodo di tempo limitato e all'inizio del 2015 la guerra si è intensificata nuovamente fino alla firma del pacchetto di misure per l'attuazione del protocollo di Minsk il 12. febbraio 2015 dal formato Normandia e ha riaffermato il ruolo di monitoraggio della missione speciale di osservazione. In seguito a ciò, il 12 marzo 2015 la forza massima della missione è stata estesa a 1000.
Da allora il conflitto si è stabilizzato, ma le violazioni del cessate il fuoco continuano a verificarsi regolarmente e sono segnalate dalla Missione.
Nel 2017 un osservatore è stato ucciso e altri due sono rimasti feriti quando il loro veicolo ha colpito una mina. Successivamente, il pattugliamento SMM è stato limitato alle strade asfaltate o in cemento. L'efficacia del monitoraggio della Missione risente della presenza di mine, di ordigni inesplosi e della bassa velocità con cui vengono bonificate, nonché dei bombardamenti dell'artiglieria e del comportamento minaccioso del personale armato. Ciò ostacola la capacità della Missione di monitorare efficacemente l'attuazione del protocollo di Minsk perché limita il loro accesso alle aree interessate e presenta grandi rischi per la sicurezza degli osservatori civili di SMM.
Il monitoraggio dell'OSCE è stato spesso soggetto a restrizioni di accesso e disturbo del segnale dei droni di monitoraggio. Nel 2021 l'OSCE ha riferito che il 62,5% dei voli di droni a lungo raggio "ha incontrato interferenze del segnale GPS" con disturbi così forti che occasionalmente hanno impedito ai droni di decollare. L'OSCE ha segnalato in numerose occasioni la presenza di apparecchiature russe per la guerra elettronica nelle aree controllate dai separatisti, inclusi sistemi specificamente anti-droni Repellent-1. Il 30 aprile 2021 l'OSCE ha inoltre riferito che due membri di formazioni armate si sono avvicinati alla squadra di monitoraggio mentre si preparava a lanciare un drone e hanno minacciato l'abbattimento in caso di lancio.
Il 24 febbraio 2022, nelle ore mattutine, la Federazione Russa ha lanciato un'offensiva militare contro l'Ucraina. Tra le zone sotto attacco vi è stata anche quella in cui la SMM svolgeva le sue attività di monitoraggio. Visto il deteriorarsi della situazione, lo stesso giorno la Segretaria Generale dell'OSCE Helga Schmid  ha deciso di evacuare temporaneamente i funzionari della missione per garantirne la sicurezza e l'incolumità.
Il 31 marzo 2022, giorno della scadenza del mandato della Missione, non si è raggiunto il consenso per la sua estensione, a causa dell'opposizione della Russia.